# Tavaszi likacsosgomba
A tavaszi likacsosgomba (Polyporus ciliatus) a likacsosgombafélék családjába tartozó, Eurázsiában és Észak-Amerikában honos, lombos fák korhadó anyagán termő, nem ehető gombafaj. 

## Megjelenése
A tavaszi likacsosgomba kalapja 3-7 cm széles, alakja fiatalon domború, később laposan, középen bemélyedően kiterül. Széle sokáig begöngyölt, idősen éles. Felszíne molyhos vagy pikkelyes, különösen a széle közelében. Színe az olívbarnától a szürkésbarnáig terjed.
Húsa vékony, szívós; színe fehéres. Gombaszagú, íze nem jellegzetes. 
1-3 mm vastag, lefutó termőrétege csöves szerkezetű. A pórusok aprók (5-6/mm). Színe fehéres vagy krémszínű.
Tönkje 2-5 cm magas, 0,2-0,7 cm vastag. Alakja hengeres. Általában középen, de néha excentrikusan kapcsolódik a kalaphoz. Színe sárgásbarna, felszíne barnásan, kígyóbőrszerűen mintázott.
Spórapora fehér. Spórája henger vagy kolbász formájú, sima, inamiloid, mérete 5-6 x 1,5-2,5 µm. 

### Hasonló fajok
Rokonaival, a fényes likacsosgombával vagy a téli likacsosgombával téveszthető össze. 

## Elterjedése és termőhelye
Eurázsiában és Észak-Amerikában honos. Magyarországon nem gyakori.
Lombos fák (például bükk vagy tölgy) korhadó törzsén, ágain nő. Áprilistól júniusig terem. 

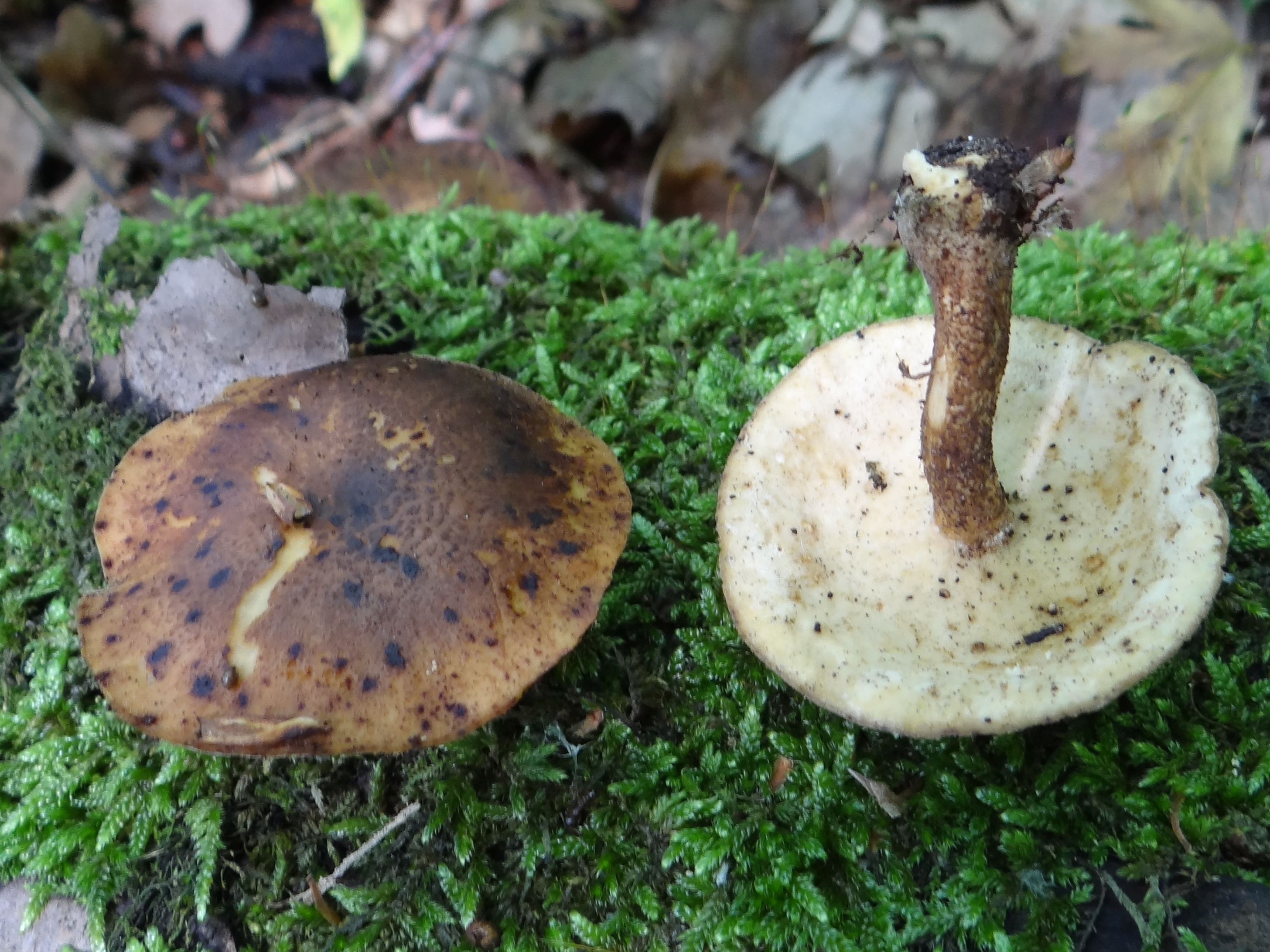
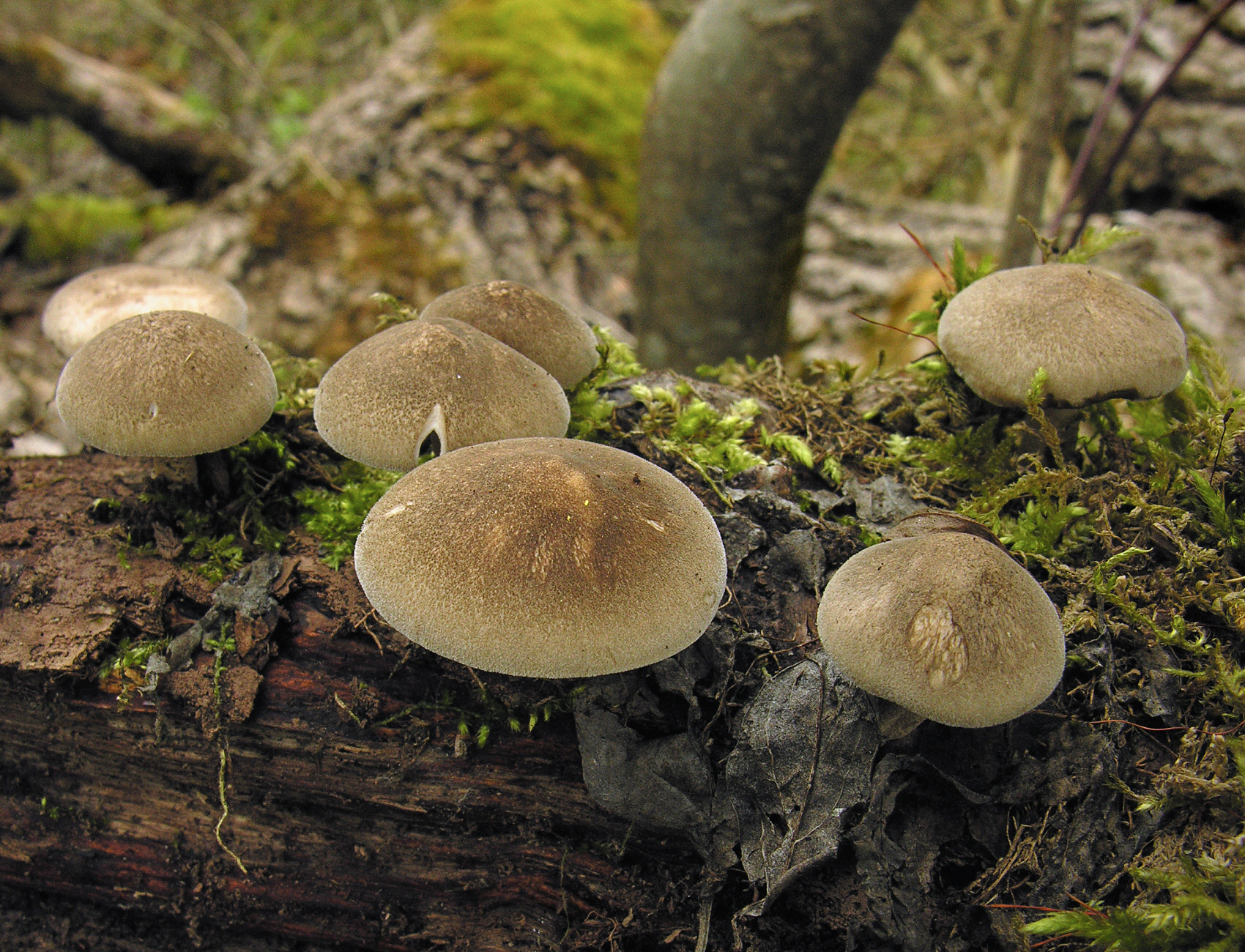
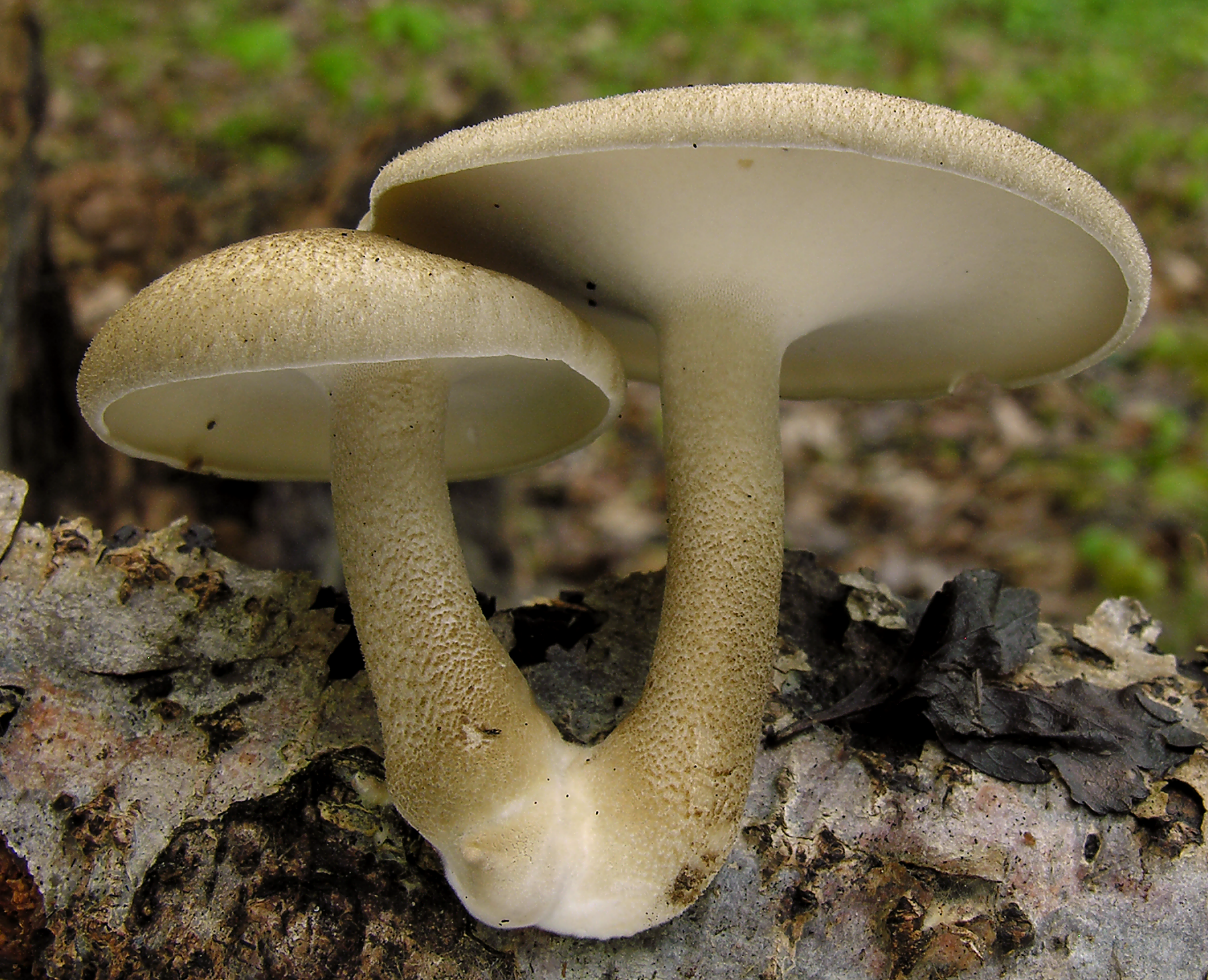
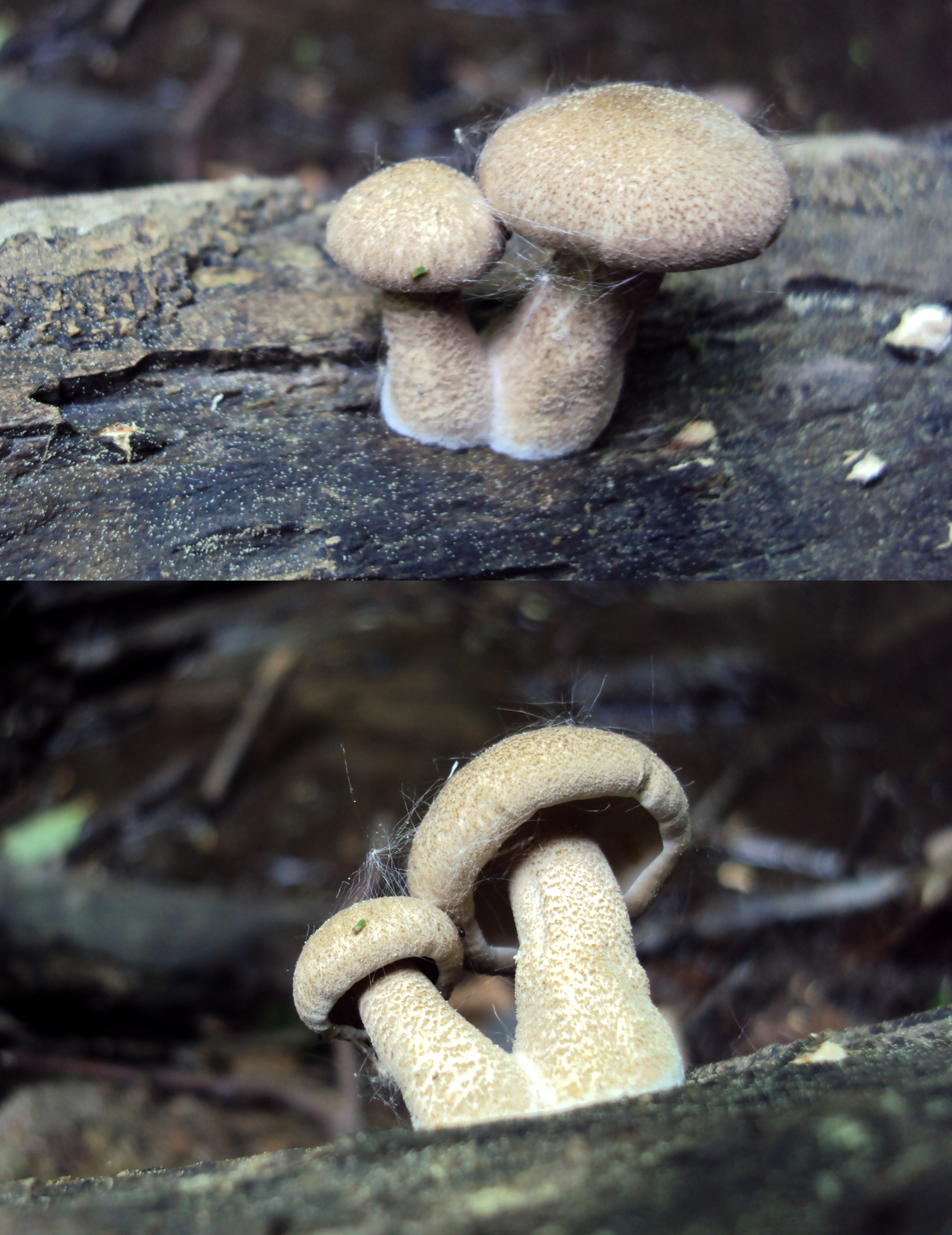
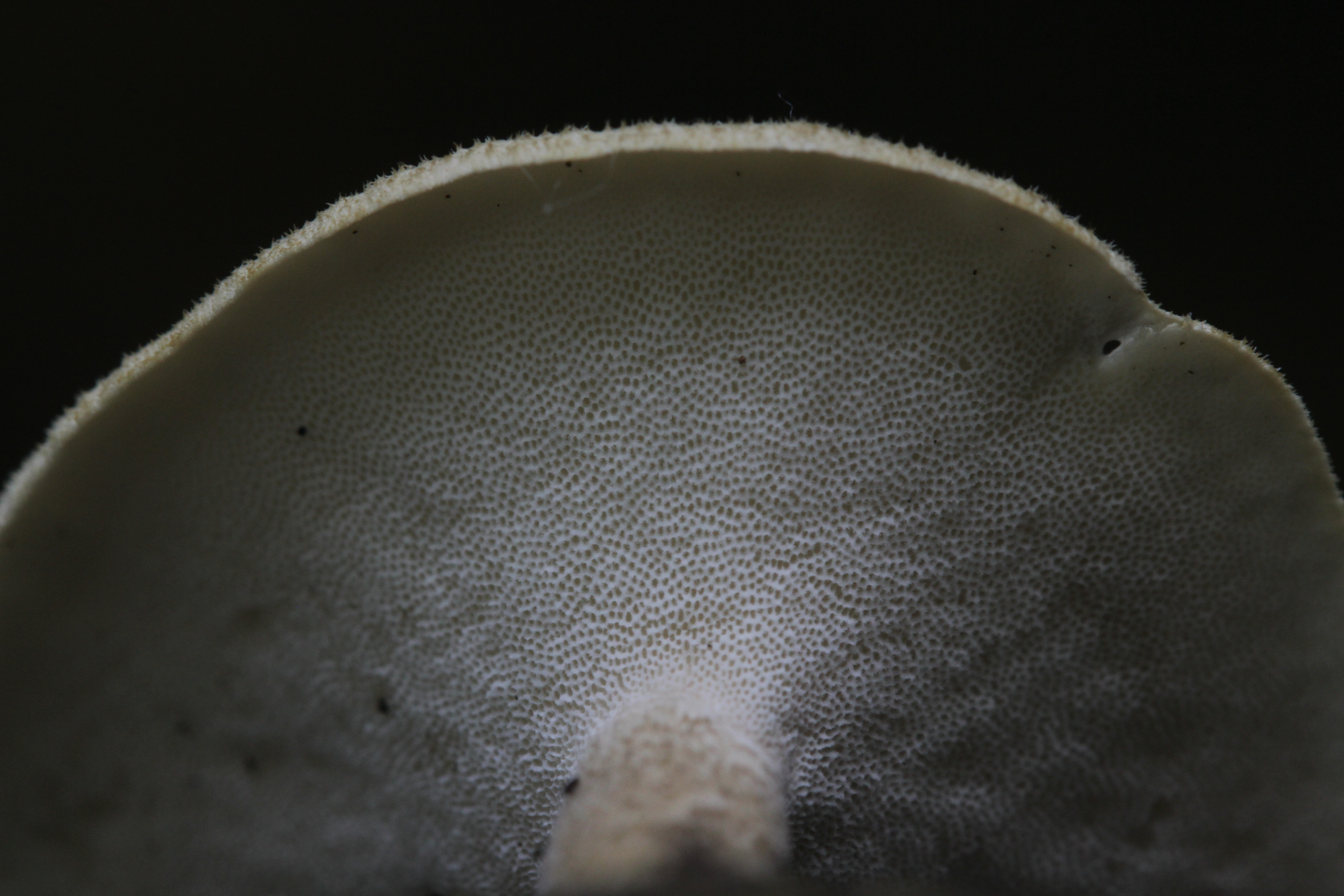

Nem ehető. 